# Hoofdstraat 86 (Buinen)
De boerderij aan de Hoofdstraat 86 in het Drentse Buinen werd in 1926 gebouwd in opdracht van de landbouwer Geert Gezinus Hamering.

## Beschrijving
De boerderij, gelegen op een markant punt aan de Hoofdstraat 86 te Buinen, werd ontworpen in een overgangsarchitectuur met kenmerkende elementen vanuit de art nouveau. De boerderij is van het zogenaamde krimpentype, waarbij het achtergedeelte (de stallen en schuren) breder zijn dan het voorhuis. Deze boerderij heeft halverwege het woongedeelte nog een tweede krimp. De hoofdentree bevindt zich in een portiek met stoep midden in de symmetrisch vormgegeven voorgevel, met ter weerszijden twee ramen. Boven de entree is een balkon waarvan de openslaande deuren zijn vervangen door ramen. Om het balkon is een open houten balustrade aangebracht. Het middengedeelte van de gevel is verhoogd en wordt bekroond door een stenen borstwering met op de hoeken twee zuiltjes met bolvormige ornamenten. Het wolfdak heeft op de nok twee schoorstenen, één aan de voorzijde en één daarachter, maar nog wel boven het woongedeelte van de boerderij.
In de voorgevel zijn diverse decoratieve elementen aangebracht. Boven elk van de ramen is een gedecoreerde latei en een segmentboog van rode stenen aangebracht en boven de vensters op de benedenverdieping, per twee ramen, een ontlastingsboog van gele stenen. Onder de daklijst bevindt zich een zestal geometrische elementen van gekleurde stenen. Verder is variatie in het gevelpatroon aangebracht door het werken met speklagen als onderbreking van de vlakken gevuld met baksteen.
De boerderij is erkend als een provinciaal monument onder meer vanwege de cultuurhistorische-, civieltechnische- en stedenbouwkundige waarde. De boerderij wordt gezien als een voorbeeld van de wijze waarop het boerenbedrijf in de eerste helft van de 20e eeuw in deze streek werd uitgeoefend. Ook de stijlelementen die zijn toegepast, onder meer vanuit de Art Nouveau, de tamelijk gave staat waarin de boerderij zich bevindt, de beeldbepalende ligging en mate van zeldzaamheid hebben een rol gespeeld bij de toewijzing tot provinciaal monument.